# Palacios del Pan
Palacios del Pan – gmina w Hiszpanii, w prowincji Zamora, w Kastylii i León, o powierzchni 31,75 km². W 2011 roku gmina liczyła 274 mieszkańców.